# Hyperolius jacobseni
Hyperolius jacobseni es una especie de anfibios de la familia Hyperoliidae.
Es endémica del sur de la República Centroafricana, aunque probablemente esté más difundida.